# پروانه‌ماهی آب شیرین
پروانه‌ماهی آب شیرین (نام علمی: Pantodon buchholzi) نام یک گونه از راسته زبان‌استخوانی‌سانان است. این ماهی بومی دریاچه چاد، حوزه کنگو، رود نیجر، کامرون، رود اوگوئه در آفریقاست. آنها تا حدود ۱۲ سانتیمتر رشد میکنند. اسیدیته ۶ تا ۷٫۵، سختی آب ۲ الی ۱۰ dH و دمای ۲۳ تا ۳۰ درجه سانتیگراد برای آنها ایده آل میباشد. پروانه ماهی در آکواریوم ۵ سال و یا بیشتر عمر میکند. آنها ماهیان کوچک را سریعاً شکار میکنند. تولید مثل و تکثیرشان آسان نیست ولی در اسارت تکثیر شده و تخم گذارند. تخمها در سطح آب پخش شده و توسط والدین و ماهیان دیگر خورده میشوند. در صورتی که با ماهیان هم اندازه یا بزرگتر از خودش نگهداری شود ماهی صلح جویی است. از نگهداری ماهیان سطح زی کوچک با ماهی پروانه ای جداً اجتناب شود. پروانه ماهی در طبیعت جزو ماهی های گوشتخوار محسوب میشود ولی در اکواریوم همه چیز خوار بوده و از غذای زنده تا یخ زده و نیز غذای پولکی تغذیه میکنند.